# Guillermo Valencia

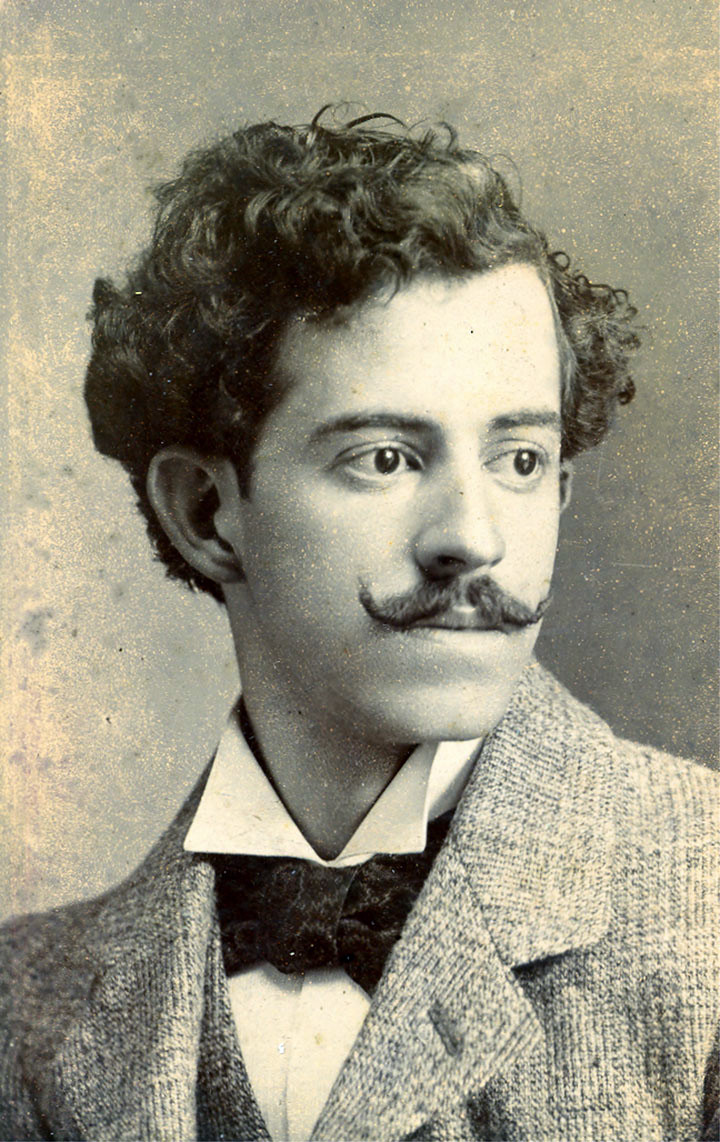
Guillermo Valencia

Guillermo Valencia (* 20. Oktober 1873 in Popayán; † 8. Juli 1943 ebenda) war ein kolumbianischer Dichter und Politiker.
Valencia hielt sich längere Zeit in Paris auf, wo er Kontakte mit französischen Dichtern knüpfte und auch Bekanntschaft mit Oscar Wilde schloss. Ebenso weilte er geraume Zeit in Deutschland und trat hier in Verbindung mit Nietzsche. In seiner Dichtung, in der er sich mit philosophischen sowie auch mit exotischen Themen auseinandersetzt, zeigen sich nicht nur heimische Einflüsse, sondern auch Einschläge aus Europa, so u. a. der französischen Parnassiens, des Symbolismus und der Romantik. Ferner trat Valencia auch als Übersetzer hervor, so beispielsweise von Werken von Oscar Wilde und Stefan George. Eine vollständige Ausgabe seiner poetischen Werke kam 1948 heraus. Er war der Vater des kolumbianischen Politikers Guillermo León Valencia.

## Werke (Auswahl)
- Ritos, Gedicht, 1899
- Discursos, Prosa, 1915
- Poemas, Gedichte, 1917
- Panegíricos, discursos y artícululos, 1923
- Catay, Übersetzung, 1929